# Færøske huse
Færøske huse er helt fra vikingetiden tydelig præget af landskabet og samspillet mellem natur og mennesker. Mange af de traditionelle færøske huse er bevaret i nutiden. Fra middelalderen til 1950erne byggede man overvejende sten og træhuse. I nutidens byggeri er det de moderne træhuse på betonfundament der dominerer.
En færøsk gård var gerne en klynge huse, der kun sjældent var sammenbyggede i længer. Foruden selve beboelseshuset var der stald, tørrehuse til opbevaring af kød og fisk, mødding m.v.
Til daglig opholdt man sig i røgstuen med alkover. Foran ildstedet havde man hjemmelavede stole. Rokken var en særlig færøsk type, kaldet en skotrok. Husets glasstue havde vinduer af glas. Glasstuen var et finere rum med trægulv. Her opbevarede man gårdens beholdning af tekstiler, og her sov gæsterne.
I tørrehuset kunne der være stenvægge i den ene ende og tremmevægge i den anden. Fisk og kød af får og grindehval blev vindtørret her. I hjelden havde man også fiskebøjer, fuglegarn og grindespyd.
Sodhuset brugte man til efter høst at tørre og tærske byggen efter høst over et ildsted. Man tærskede kornet med en kølle på sodnhusets trægulv.
Var der en å ved gården brugte man en skvatmølle (lille vandmølle) til at male kornet til mel. 
Et typisk færøsk bondehus er Blásastova i Norðragøta, opført i 1833. I 1860 forlængede man huset med en mindre tilbygning i den øvre ende. Huset er opført efter 1800-tallets traditionelle byggeskik – af tømmer på en sokkel af sten. Langs den nordlige ydervæg er der opført en stenvæg, for at beskytte mod storm og regn. Huset er tækket med et tykt lag næver (birkebark) over lægterne, og derover grønsvær. De udvendige vægge er tjæret med kultjære, indvendig står samtlige skillerum, lofter og gulve i høvlet, ubehandlet fyrretræ.
Husets vigtigste rum er roykstovan (røgstuen), hvor der traditionelt plejede at være et åbent ildsted, hvorfra røgen gik op igennem et hul i taget (lyren) eller gennem en skorsten over ildstedet. Gulvet plejede at være af stampet ler. Fra ca. 1900, blev det almindeligt at røgstuen fik trægulv og komfur. Røgstuen var indrettet alkover, faste bænke langs væggen og 
kasse til at gemme tørvene i. I de mørke vinteraftener, samledes gårdens folk for at arbejde med ulden. Mændene sorterede og kartede ulden, spandt og tvandt garn på de store skotrokke mens kvinderne strikkede. Det er ofte blevet hævdet, at dette arbejdsfællesskab i bøndegårdenes 
røgstuer de mørke vintre er den institution, der i første række har bevaret og udviklet det færøske folks kultur og sprog.
Den gamle bydel i Tórshavn Tinganes, bygget i det 16. og 17. århundrede er et typisk eksempel på ældre færøsk bybebyggelse. Husene benyttes stadig til boliger og kontorer. 
I slutningen af 1800-tallet kom der gang i fiskeriet på Færøerne. Mange gik fra at være bønder til at blive fiskere, og folk fik flere penge mellem hænderne. Det var her fiskerhusene blev bygget. De kan kendes på det tjærede brun-sorte træ, hvidmalede vinduer og vindskeder samt et tungt saddeltag med græs på. Fiskerhusene består af tre etager. Nederst er der stald for får og ko samt et spisekammer. Ovenpå er der køkken, dagligstue og fin stue, og øverst er der værelser
Velstanden fortsatte med at stige på Færøerne, og det kan man se på de spraglede huse i mange forskellige farver, som kom til i slutningen af 1. verdenskrig. Efter 2. verdenskrig kom der også betonhuse på Færøerne, og i 1970’erne begyndte man i høj grad at bygge norske typehuse.
De nyere færøske huse er særlig efter orkanen i 1988 bygget til al slags vejr.